# Sebastiania rhombifolia
Sebastiania rhombifolia är en törelväxtart som beskrevs av Johannes Müller Argoviensis. Sebastiania rhombifolia ingår i släktet Sebastiania och familjen törelväxter. Inga underarter finns listade i Catalogue of Life.